# Corambis insignipes
Corambis insignipes là một loài nhện trong họ Salticidae.
Loài này thuộc chi Corambis. Corambis insignipes được Eugène Simon miêu tả năm 1880.